# José Aguirre Pastor
José Luis Aguirre Pastor (Puerto Maldonado, 17 de marzo de 1966-Puerto Maldonado 16 de julio de 2021) fue un periodista y político peruano. Fue presidente regional de Madre de Dios desde el 1 de enero de 2011 hasta el 15 de agosto de 2013 cuando fue vacado por pesar sobre él una sentencia penal por delito doloso.

## Biografía
Nació en Puerto Maldonado, Perú, el 17 de marzo de 1966. Cursó sus estudios primarios y secundarios en la ciudad de Arequipa. Desde 1993 trabajó como periodista y locutor en Puerto Maldonado. No tuvo estudios técnicos ni superiores.
Su primera participación política fue en las elecciones municipales del 2006 cuando postuló por el Partido Nacionalista Peruano a la alcaldía de la provincia de Tambopata. Luego participó en las elecciones regionales del 2010 donde, en segunda vuelta, fue elegido presidente del Gobierno Regional de Madre de Dios por el movimiento Bloque Popular Madre de Dios que él mismo presidía. Durante su gestión, el 18 de mayo del 2012 fue condenado por el tercer juzgado penal de Tambopata a cuatro años de pena privativa de la libertad suspendida por la comisión del delito de usurpación de funciones en agravio del Gobierno Regional de Madre de Dios. Esta sentencia fue confirmada por la Sala Superior de Madre de Dios el 20 de septiembre del 2012. Ante esta situación, fue suspendido de su cargo el 11 de octubre del 2012 por decisión del consejo regional, decisión ratificada luego el 7 de diciembre del 2012 por el Jurado Nacional de Elecciones. En ese mismo sentido, el 15 de septiembre del 2013 el consejo regional declaró su vacancia al cargo, la misma que fue ratificada por el Jurado Nacional de Elecciones el 19 de noviembre del 2013. Fue reemplazado en su cargo por el vicepresidente Jorge Aldazabal Soto.
El 16 de julio del 2021 fue encontrado muerto en su residencia en la ciudad de Puerto Maldonado desconociéndose las causas de su muerte.